# Trots molnen på min himmel ej jag fruktan hyser
Trots molnen på min himmel ej jag fruktan hyser är en sång med text och musik av Stanley Ditmer, översatt till svenska 1967 av Thorsten Kjäll.

## Publicerad i
- Frälsningsarméns sångbok 1990 som nr 593 under rubriken "Erfarenhet och vittnesbörd".
- Sångboken 1998 som nr 129.